# Bromid rtuťnatý
Bromid rtuťnatý (HgBr2) je anorganická sloučenina, patří mezi halogenidy. Stejně jako chlorid rtuťnatý je vysoce toxický.

## Použití
Tato bílá pevná látka se používá v laboratořích jako činidlo (viz reakce).

## Reakce
Bromid rtuťnatý je používán jako činidlo v Koenigsově–Knorrově reakci.
Také se používá pro test na přítomnost arsenu.
Arsen je nejprve převeden na arsan slučováním s vodíkem. Arsan pak reaguje s bromidem rtuťnatým:
AsH3 + 3 HgBr2 → As(HgBr)3 + 3 HBr.
Pokud je arsen přítomen, bílý HgBr2 změní barvu na žlutou, černou nebo hnědou.
Bromid rtuťnatý prudce reaguje s elementárním indiem při vysoké teplotě.

## Podobné sloučeniny
- Fluorid rtuťnatý
- Chlorid rtuťnatý
- Jodid rtuťnatý
- Bromid zinečnatý
- Bromid kademnatý
- Bromid rtuťný